# Nemoj se udavati
Nemoj se udavati je dvanaesti samostalni album hrvatskog glazbenika Jasmina Stavrosa koji je izašao 2007. u izdanju diskografske kuće Hit Recordsa. Album je pop žanra. 

## Popis pjesama
1. Nemoj se udavati (Mario Mihaljević / Milo Vasić Stavros – Mario Mihaljević / Milo Vasić Stavros – Branimir Mihaljević)
2. Ja sam kriv  (Mario Mihaljević / Milo Vasić Stavros – Mario Mihaljević / Milo Vasić Stavros – Branimir Mihaljević)
3. Neka je šarala  (Mario Mihaljević / Milo Vasić Stavros – Mario Mihaljević / Milo Vasić Stavros – Branimir Mihaljević)
4. Samo jednom  (Mario Mihaljević / Milo Vasić Stavros – Mario Mihaljević / Milo Vasić Stavros – Branimir Mihaljević)
5. Emilija (Denis Dumančić – Faruk Buljubašić Fayo – Branimir Mihaljević)
6. Doma je Amerika (Teo Trumbić – Gordan Franić Futa – Milo Stavros)
7. Teško je (Vinko Didović – Vinko Didović – Milo Stavros / Vinko Didović)
8. Kad s ekipom krenem (Predrag Martinjak P'eggy – Stevo Cvikić – Predrag Martinjak P'eggy)
9. Dok sam ja motao skiju (Teo Trumbić – Teo Trumbić – Branko Glavan)
10. Idem u Sloveniju (Mario Mihaljević / Milo Vasić Stavros – Mario Mihaljević / Milo Vasić Stavros – Branimir Mihaljević)
11. Kad zbrojim dva i dva (Milo Stavros – Faruk Buljubašić Fayo – Milo Stavros)
12. Rujan (Stjepo Martinović – Stjepo Martinović – Remi Kazinoti)
13. Umoran 2005 (Rajko Dujmić – Stevo Cvikić – Milo Stavros)

## Vanjske poveznice
- Diskografija
- Diskografija
- CroArt